# Nick Bostrom
Nick Bostrom, rodným jménem Niklas Boström (* 10. březen 1973) je švédský filozof a futurolog, profesor na Oxfordské univerzitě. Proslul především svými pracemi o hrozbě konce světa, antropickém principu, transhumanismu, kryonice, klonování, umělé inteligenci, simulování reality apod. Zajímá ho především role vědy a technologie v dnešním světě, etické otázky s tím spjaté, a to, jak technika promění svět v nejbližší době. Časopis Foreign Policy ho roku 2009 zařadil mezi 100 nejvlivnějších intelektuálů světa.